# Ženski muzej
Ženski muzej je zbirka koja predstavlja život i rad žena koje su obeležile istoriju. Ustanovljen je sa ciljem da dokumentaciju o znamenitim ženama, učine vidljivom objavljujući žensku istoriju. Ovi muzeji nudе alternativu pristrasnosti  i nepotpunosti prezentacija tradicionalnih muzeja u oblasti istorije, umetnosti i kulture, koje proizilaze iz njihovog rodnog slepila, i ujedno su pokretačka snaga koja gura muzeologiju ka promenama.  
Žene su sa osnivawem muzeja započele 1960-tih godina, a dvadeset godina kasnije  su artikulisale posebne odlike muzeja kakve su nameravale da stvore i počele da osnivaju muzeje u skladu sa svojim zamislilima. Danas postoji veliki broj različitih ženskih muzeja, zahvaljujući veštinama koje su stekle razmjenjujući među sobom znanja  i iskustva onim što su stvorile. 
Mnogi muzeji žena imaju sopstveni  prostor, ali ima mnogo onih (poput onog u Novom Sadu)  koji ga nemaju. Neki muzeji žena u njima izlažu sopstvene zbirke, a  postoje i muzeji bez zbirki, koji se bave organizovanjem  privremenih izložbi. 

## Istorija
Žene koje su traganje za sopstvenom istorijom započele 1960-tih godina, u 1980-tim su uspele da artikulišu posebne odlike muzeja kakve su nameravale da stvore i odmah počele da osnivaju muzeje u skladu sa svojim zamislilima. 
Mađutim  početak istorije ženskih muzeja ne treba vezati za 1980-te godine, kada je nastao prvi muzej koji je nazvan „muzejem žena“, jer je  na primer „ Muzej  žena pilota iz 99-ih“  (engl. 99s Museum of Women Pilots) osnovan 1929. u Oklahomi od strane  99 žena pilota iz Sjedinjenih Američkih Država, koje su naporno radile da bi uspele u vazduhoplovnoj  profesiji kojom su od zateka vazduhoplovstva dominirali muškarci. Sa preko 5.000 kvadratnih metara prostora, Muzej 99 žena pilota  sadrži postavke i artefakte koji se fokusiraju na očuvanje istorije žena u vazduhoplovstvu, poštujući njihova dostignuća u prošlosti, kao i prepoznajući trenutna dostignuća. Pored toga, na lokaciji se čuvaju arhive i drugi resursi, kao i jedna od najvećih kolekcija dokumenata i predmeta Амелијe Ерхарт.
Tokom 1980-1990, koncept roda kao društvenog konstrukta je ušao u jezik muzeologije i imao je pozitivan efekat na diskurs izložbe nekih muzeja, omogućavajući i da se pojavi novi tip muzeja - ženskih muzeja.
Prvi zvanični ženski muzej u svetu osnovala je Marianne Pitzen 1981. godine u nemačkom gradu Bonu, nakon što su članice nemačkog feminističkog pokreta zauzele jednu zgradu.. U njemu je od 2006. smeštena stalna izložba zasnovana na zbirkama iz muzeja istorije Demokratske i Savezne Republike Nemačke koje su, nakon pada berlinskog zida, mogle da kombinuju dovodeći do reinterpretacije nemačke istoriografije. Ovaj muzej se dansa smatra jednim od značajnijih muzeja u Nemačkoj. . 
U deceniji od 1980. do 1990. godine osnovano je 15 ženskih muzeja u raznim zemljama: 1981: Nemačka; 1983: Sjedinjene Američke Države; 1984: Danska, Nemačka, Australija; 1985: dva muzeja u  Sjedinjenim Američkim Državama, Vijetnam; 1986: dva muzeja u Nemačkoj, Italija; 1987:  Sjedinjene Američke Države, Holandija; 1988: Italija; 1990: Indija.
Danas postoji veliki broj različitih ženskih muzeja na globalnom nivou. Znanja i veštine koje su žene stekle razmjenjivale su ih među sobom i tako uticale su na dalje stvaralaštvo žena.
Muzeji žena su obično privatni muzeji sa statusom udruženja koje je ustanovila grupa hrabrih, istrajnih i kreativnih žena, koja je uspela da se hrabro izbori sa institucijama kao što su tradicionalni muzeji. One su svojom istrajnošću ćenskim muzejima upravljali uz impresivnu posvećenost i kroz dobrovoljni rad, žrtvujući deo svojih profesionalnih života, svoje slobodno vreme muzeju. Sopstvenom kreativnošću one su pronašle načine da svoje vreme koriste ekonomično, organizuju istraživanja i realizuju izložbe i, iznad svega, nađu sponzore kako bi obezbedile potrebna sredstva, što je u suštini najintenzivniji posao.
Svojim postojanjem i radom, ženski muzeji su dobili šanssu da kroz svoj rad žu na nedostatke tradicionalnih muzeja. Pitanja koja su članice ovih muzeja iznele otvorile su put neizbežnim promenama u tradicionalnim muzejima i muzeologiji uopšte. Tako su svojim delom i hrabrim i novim gledanjem na istoriju, umetnost, grad, nauku, ljude, koegzistenciju i identitet – žene nametnule nove zahteve i ponudili alternativu.
U smislu tipologije, većina muzeja (približno 60%) je posvećena istoriji i u svojoj misiji i strategijama naglašavaju izvesne opšte pristupe. Konkretno, to podrazumijeva doprinos ponovnom pisanju istorije svoje zemlje, regije ili države inkorporiranjem rodne dimenzije, kao i povećanje vidljivosti ženskih inicijativa u raznim oblastima društvene i kulturne djelatnosti. Još jedan aspekt koji ovi muzeji stavljaju u prvi plan je privatni i svakodnevni život (rad, porodica, život u kući, telo i rođenje), uključujući teme povezane sa istorijom mode i ženskim nakitom.
- Deo ženskih muzeja u svetu
- Women's Museum, Aarhus
- Ženski muzej u Italiji
- Ženski muzej u Keniji
- Ženski muzej u Kanadi

U martu 2015. godine 79 rodnih ili ženskih muzeja je uvršteno na spisak International Association of Women´s Museums, organizacije osnovane 2008. u Alice Springs u Australiji.
- 49 nacionalni (državni ili privatni) muzeji,
- 21 su osnovale feminističke grupe,
- 7 su virtuelni muzeji.

Ovo predstavlja značajan broj muzejskih institucija raspoređenih širom sveta, mada je većina (skoro polovina) locirana u Evropi, a brojka bi bila i veća da su obuhvaćeni muzeji koji nisu učlanjeni u ovu instituciju.

## Pretpostavke za osnivanje ženskog muzeja
Da bi otvaranje ženskog muzeja imalo smisla, osnivačice muzeja moraju postaviti nekoliko hipoteza:
- Zašto je potreban takav muzej?
- Koja je svrha muzeja?
- Kome je namijenjen?
- Šta će sakupljati?
- Šta će prikazivati?
- Da li će svojim nastankom promeniti nešto u svetu, odnosno akvu vrstu promene želite da vaš muzej napravi?
- Da li postoji realna mogučnsot da se uspe u zataim ciljevima ?

U svakodnevnoj praksi, u strateškom planiranju razvoja muzeja, kao suštinsko pitanje nameće se ono o svrsi osnivanja muzeja i zato ovo pitanja mora stalno provejavati i kroz sva ostala postanja.

## Smernice za osnivanje ženskog muzeja
Glavne smernice kojima treba da se vode osnivačice ženskog rodnog muzejaa prema  godpođi Merete Ipsen terba da obuhvate:
- Ženski i rodni muzeji trebalo bi da promoviše vidljivost žena u istoriji i kulturi i podržava politike koje se bave rodnim pitanjima
- Pre nego se osnuje ženski ili rodno orjentisan muzej, nužno je definisati žensku i rodnu perspektivu prilagođenu socijalnom kontekstu u kojem će muzej djelovati.
- Ženski i rodni muzeji pre osnivanja trebalo bi da zauzmu politički stav prema diverzitetu, rodnoj osetljivosti i socijalnoj inkluziji manjina
- Ženski i rodni muzeji treba da promovišu rodnu perspektivu i u drugim muzejima.
- Ženski i rodni muzeji treba da stvore optimalne uslove i da nabavljaju, čuvaju, istražuju, komuniciraju i izlažu materijalno i nematerijalno nasleđe ženske istorije, života i kulture.
- Ženski i rodni muzeji promovišu drugačiju perspektivu o svetu, istoriji i kultur. U skladu sa tim  ženski muzej treba da promoviše iz ženske perspektive  i transrodne osobe i postane mesto na kome se pričaju skrivene priče i otkriva život u senci.
- Ženski i rodni muzeji trebalo bi da razvijaju profesionalno istraživanje o pitanjima roda.
- Ženski i rodni muzeji trebalo bi da praktikuju rodno-orjentisanu komunikaciju.
- Ženski i rodni muzeji su aktivni partneri lokalnih, nacionalnih i međunarodnih mreža muzeja i srodnih kulturnih, naučnih i društvenih institucija, a ne njihovi suparnici i oponenti.
- Ženski i rodni muzeji trebalo bi zasnovati na jasnoj viziji/misiji u pogledu ciljeva, strateškog razvoja i uključivanja publike u muzej.

## Napomene
1. ↑  Asocijacija je počela kao online platforma, kreirana juna 2008. u vreme 1. međunarodnog kongresa muzeja žena u Merano (Italija). Njeni glavni ciljevi su: „povećati vidljivost i prihvatanje Muzeja žena; aktivna međusobna podrška; iskoristiti internet platformu da se unaprijedi rad mreže“ (Womeninmuseum. Mreža muzeja žena)

## Literatura
- The Barbara Hepworth Sculpture Garden door Miranda Phillips en Chris Stephens. Tate Gallery Publishing, 2002.  1854374125..
- Projekat „Žensko nasljeđe kao pokretač razvoja Crne Gore - Kakav Muzej žena nam treba?“, koji je u saradnji sa Nacionalnom komisijom za UNESCO i uz podršku UNESCO (Program participacije, 2016) realizovala NVO NOVA Centar za feminističku kulturu
- Ipsen, Merete; Sandahl, Jette; Torykian, Joan M. (1990). „The Women's Museum in Denmark”. Journal of Women's History. 2 (2): 168—170. S2CID 131467434. doi:10.1353/jowh.2010.0110..

## Spoljašnje veze
- Mediji vezani za članak Ženski muzej na Vikimedijinoj ostavi
- Spisak ženskih muzeja u svetu na: internet stranici Muzeja žena Istanbula  — Ažurirano: 1. jun  2020 (језик: турски)